# Grêmio Atlético Sampaio
Grêmio Atlético Sampaio, ou simplesmente GAS, é um clube de futebol brasileiro da cidade de Boa Vista, no estado de Roraima. Suas cores são amarelo, azul e vermelho.
Entre 2018 e 2022, representou o município de Caracaraí.

## História
Em meados da década de 1960 chegaram a Roraima vários militares do Exército Brasileiro, de diversos pontos do país. Entre esses estava Agenor Sampaio que, em 11 de junho de 1965 fundou, em um quartel na cidade de Boa Vista, o Grêmio Atlético Sampaio — GAS. O nome foi uma homenagem ao conterrâneo General Sampaio, grande militar cearense.
O mascote escolhido foi o leão — daí os apelidos Leão do Norte e Leão Dourado. O escudo do clube era diferente do atual, embora semelhante. Um leão em amarelo colocava-se no centro do brasão vermelho, de lado; logo abaixo havia um dos nomes do clube em letras maiúsculas: SAMPAIO; e no alto do brasão via-se quatro estrelas negras sobre o plano rubro.
O escudo atual tem as mesmas características do antigo. O novo formato é um pouco mais quadrado, com um saliência ao fundo, mas permanece vermelho. Ademais, as coisas estão parecidas, com o nome SAMPAIO em baixo, as estrelas e o mascote visto de lado.

### Fase profissional
Em meados da década de 1990, o clube profissionalizou-se, e, em 1996, disputou o Campeonato Roraimense de Futebol profissional de 1996. Com os destaques Goiano, Jacaré e Júnior o clube foi vice-campeão estadual, perdendo o título para o Baré. Ainda assim garantiu vaga para a Série C do Campeonato Brasileiro de 1996. A atuação na Terceirona foi, contudo, terrível. O clube fez apenas quatro gols e não pontuou na competição, retirando-se ainda na primeira fase.
Em 2007 o clube foi totalmente renovado, conquistando a primeira vitória desde 2004 sobre o Rio Negro, por 4 a 3, de virada. O camisa 5 Marcão foi o vice-artilheiro do primeiro turno do estadual 2007, com cinco gols..
No ano seguinte 2008 representou o município de Pacaraima no Campeonato Roraimense.
Em 2018 o GAS resolve mudar de sede, sai de Boa Vista e vai para a cidade de Caracaraí, onde permaneceu por 4 anos. Em 2023, o clube volta a sediar seus jogos na capital roraimense.
Em 2024, o GAS ganhou seu primeiro título do Campeonato Roraimense de Futebol. Em 2025, conquistou o bicampeonato após vencer o Monte Roraima nos pênaltis por 4 a 3.

## Títulos
| ESTADUAIS | ESTADUAIS             | ESTADUAIS | ESTADUAIS   |
|           | Competição            | Títulos   | Temporadas  |
| --------- | --------------------- | --------- | ----------- |
|           | Campeonato Roraimense | 2         | 2024 e 2025 |
|           | Taça Boa Vista        | 1         | 1996        |

### Campanhas de destaque
- Vice-Campeonato Roraimense: 5 (1970, 1978, 1996, 2020 e 2023)

## Estatísticas

### Participações
|  | Participações em 2025 |

| Competição | Competição            | Temporadas | Melhor campanha       | Estreia | Última | P | R |
| Roraima    | Campeonato Roraimense | 36         | Campeão (2024 e 2025) | 1969    | 2025   |   | – |
|            | Copa Verde            | 1          | 1ª fase (2025)        | 2025    | 2025   |   |   |
| Brasil     | Série C               | 1          | 58º colocado (1996)   | 1996    | 1996   | – | – |
| Brasil     | Série D               | 2          | 46º colocado (2025)   | 2021    | 2025   | – |   |
| Brasil     | Copa do Brasil        | 2          | 1ª fase (2024 e 2025) | 2024    | 2025   |   |   |

### Campeonato Roraimense - 1ª Divisão
| Ano  | 1960 | 1961 | 1962 | 1963 | 1964 | 1965 | 1966 | 1967 | 1968 | 1969 |
| ---- | ---- | ---- | ---- | ---- | ---- | ---- | ---- | ---- | ---- | ---- |
| Pos. | —    | —    | —    | —    | —    | —    | —    | —    | —    | ?º   |
| Ano  | 1970 | 1971 | 1972 | 1973 | 1974 | 1975 | 1976 | 1977 | 1978 | 1979 |
| Pos. | 2º   | ?º   | —    | —    | ?º   | ?º   | —    | ?º   | 2º   | —    |
| Ano  | 1980 | 1981 | 1982 | 1983 | 1984 | 1985 | 1986 | 1987 | 1988 | 1989 |
| Pos. | —    | 3º   | —    | —    | —    | —    | —    | —    | —    | —    |
| Ano  | 1990 | 1991 | 1992 | 1993 | 1994 | 1995 | 1996 | 1997 | 1998 | 1999 |
| Pos. | —    | —    | —    | —    | —    | —    | 2º   | 6º   | 5º   | 6º   |
| Ano  | 2000 | 2001 | 2002 | 2003 | 2004 | 2005 | 2006 | 2007 | 2008 | 2009 |
| Pos. | 7º   | 5º   | 6º   | 6º   | 8º   | 8º   | 8º   | 5º   | 8º   | 4º   |
| Ano  | 2010 | 2011 | 2012 | 2013 | 2014 | 2015 | 2016 | 2017 | 2018 | 2019 |
| Pos. | 5º   | 5º   | 6º   | 4º   | 6º   | 6º   | —    | 6º   | 3º   | 4º   |
| Ano  | 2020 | 2021 | 2022 | 2023 | 2024 | 2025 |      |      |      |      |
| Pos. | 2º   | 4º   | —    | 2º   | 1º   | 1º   |      |      |      |      |

### Campeonato Brasileiro - Série C
| Ano  | 1996 |
| ---- | ---- |
| Pos. | 58º  |

### Campeonato Brasileiro - Série D
| Ano  | 2021 | 2025 |
| ---- | ---- | ---- |
| Pos. | 56º  | 46º  |

### Copa do Brasil
| Ano  | 2024 | 2025 |
| ---- | ---- | ---- |
| Pos. | 73º  | 89º  |

## AntigoRanking da CBF
- Posição: 343º
- Pontuação: 1 ponto

Ranking criado pela Confederação Brasileira de Futebol que pontua todos os times do Brasil e que sofreu alteração na sua forma de pontuação em 2012.
Pelo novo ranking o GAS não tem pontuação.